# Frontera entre Estados Unidos y Rusia
La frontera marítima entre Estados Unidos y Rusia separa el estado estadounidense de Alaska del extremo oriental de Siberia en una línea trazada por convenio que discurre de norte a sur desde el océano Ártico hacia el sur, a lo largo del mar de Chukchi, el estrecho de Bering y el mar de Bering.
Su trazado fue establecido en el tratado firmado en Washington el 30 de marzo de 1867, por el que el Imperio ruso vendió Alaska a los Estados Unidos. Posteriormente, la Unión Soviética y EE. UU. renovaron el tratado que señalaba la frontera mediante el "Acuerdo sobre la frontera marítima ruso-estadounidense", firmado en la misma ciudad el 1 de junio de 1990.